# Distretto di Gondola
Il distretto di Gondola è un distretto del Mozambico, facente parte della Provincia di Manica.

## Suddivisioni amministrative
Il distretto è suddiviso in sette sottodistretti amministrativi (posti amministrativi):
- Gondola
- Inchope
- Cafumbe
- Amatongas
- Zembe
- Macate
- Matsinho